# المعتقلون السودانيون في غوانتانامو
اعتقلت الولايات المتحدة اثني عشر مواطن سوداني في غوانتانامو. بينما عدد المعتقلين الكلي هو 779 معتقل إداريًا خارج نطاق القضاء في معتقل غوانتانامو الأمريكي في كوبا منذ فتح معسكرات الاعتقال في 11 يناير 2002، وانخفص العدد إلى 160 تقريبًا في ديسمبر 2013 .

## قائمة المعتقلين السودانيين في غوانتانامو
| رقم الاعتقال | الاسم                        | الصورة | تاريخ الاعتقال | تاريخ إطلاق السراح | ملاحظات                                                                          |
| ------------ | ---------------------------- | ------ | -------------- | ------------------ | -------------------------------------------------------------------------------- |
| 36           | إبراهيم عثمان إبراهيم إدريس  |        | 2002-01-11     | 2013-12-18         | تم إطلاق سراحه مع نور عثمان محمد.                                                |
| 54           | إبراهيم القوصي               |        | 2002-06-12     | 2012-07-10         |                                                                                  |
| 81           | وليد محمد حاج محمد علي       |        | 2002-01-21     | 2008-04-30         |                                                                                  |
| 345          | سامي الحاج                   |        | 2002-06-14     | 2008-04-30         | كان حينها مصور لدي قناة الجزيرة اعتقل أثناء تغطيته الحرب الأمريكية في أفغانستان. |
| 700          | محمد الغزالي بابكر محجوب     |        | 2002-08-05     | 2004-03-31         |                                                                                  |
| 707          | نور عثمان محمد               |        | 2002-08-05     | 2013-12-18         |                                                                                  |
| 710          | سالم محمود آدم محمد بني أمير |        | 2002-08-05     | 2007-12-12         |                                                                                  |
| 712          | حماد علي أمنو جاد الله       |        | 2002-08-05     | 2005-07-19         |                                                                                  |
| 714          | رشيد حسن أحمد عبد الرحيم     |        | 2002-08-05     | 2004-03-31         |                                                                                  |
| 719          | مصطفى إبراهيم مصطفى الحسن    |        | 2002-08-05     | 2006-10-06         | كان يعمل في جمعية الدعوة والإرشاد بأمريكا.                                       |
| 720          | أمير يعقوب محمد الأمير محمود |        | 2002-08-05     | 2008-04-30         |                                                                                  |
| 940          | عادل حسن حامد                |        | 2003-03-23     | 2007-12-12         |                                                                                  |